# Sartre-Gesellschaft
Die Sartre-Gesellschaft e. V. ist eine Vereinigung von Wissenschaftlern und anderen Interessierten vor allem aus Deutschland, Österreich und der Schweiz, die sich mit Jean-Paul Sartre und seinem Werk als Philosoph, Schriftsteller und politischem Intellektuellen beschäftigen.
Die Gesellschaft wurde 1993 in Berlin gegründet und als gemeinnütziger Verein registriert. Sie ging aus einer informellen Gruppe von an Sartre Interessierten in Ost- und Westberlin hervor, die sich nach dem Mauerfall (ab 1990) zu Gesprächen und einem Austausch traf und schnell über Berlin hinaus zu wirken begann.

## Tätigkeit
Die Sartre-Gesellschaft widmet sich der Aufgabe, das Studium, die Erforschung sowie die Verbreitung des Werks von Jean-Paul Sartre zu fördern. Insbesondere gehört zu ihren Tätigkeiten die Organisation von Konferenzen, Symposien und Workshops sowie die Veröffentlichungen von Büchern zu Sartre und seinem Werk. Die Sartre-Gesellschaft publiziert regelmäßig einen Newsletter, der über die letzten Veröffentlichungen von und über Sartre sowie Veranstaltungen und Theateraufführungen zu Sartre berichtet. Sie unterhält enge Verbindungen zu ihren Partner-Gesellschaften insbesondere in Frankreich (Groupe d’études sartriennes), den USA (North American Sartre Society), England (UK Sartre Society) und Italien (Gruppo Ricerca Sartre). Sie ist Mitglied der Arbeitsgemeinschaft Literarischer Gesellschaften und Gedenkstätten.

## Organisation
Die Sartre-Gesellschaft hat ihren Sitz in Jena. Seit Gründung 1993 bis 2023 war ihr Präsident Vincent von Wroblewsky. Ihr aktueller Präsident ist Jens Bonnemann.

## Publikationen (Auswahl)
- Alfred Betschart und Juliane Werner (Hrsg.): Sartre and the International Impact of Existentialism. Stuttgart: Palgrave Macmillan 2020. ISBN 978-3-030-38481-4
- Jens Bonnemann, Paul Helfritzsch, Thomas Zingelmann (Hrsg.):1968: Soziale Bewegungen, geistige WegbereiterInnen. Springe: Zuklampen 2019. ISBN  978-3-86674598-8
- Alfred Betschart (Hrsg.): Demokratie in der Krise – Die politische Philosophie des Existentialismus heute: Sartre, Camus, Beauvoir im Zwiegespräch mit Kierkegaard, Nietzsche, Schmitt, Arendt, Foucault und Butler. 2017.
- Anton Hügli, Manuela Hackel (Hrsg.): Karl Jaspers und Jean-Paul Sartre im Dialog: Ihre Sicht auf Existenz, Freiheit und Verantwortung. 2014.
- Alfred Betschart u. a. (Hrsg.): Sartre – Eine permanente Provokation. 2014.
- Peter Knopp, Vincent von Wroblewsky: Reisende ohne Fahrschein. 2012.
- Vincent von Wroblewsky (Hrsg.): Lebendiger Sartre. 115 Begegnungen 2009 (franz.: Pourquoi Sartre?, 2005)
- Peter Knopp, Vincent von Wroblewsky: Eine Moral in Situation. Bern: Lang 2007. (Jahrbücher der Sartre-Gesellschaft. 2.) ISBN 978-3-63156902-3
- Peter Knopp, Vincent von Wroblewsky (Hrsg.): Der Lauf des Bösen. Jean Pauls Sartre. Carnets. Philo Verlagsges. 2005. ISBN 978-3-82570368-4